# Чемпіонат Європи з футболу 2016 (кваліфікаційний раунд, група A)
Матчі Групи A кваліфікаційного раунду Євро-2016 тривали з вересня 2014 по жовтень 2015. Путівки на турнір здобули збірні Чехї та Ісландії, а також Туреччини, яка стала найкращою з команд, які посіли треті місця у своїх групах.
| М  | Команда    | І  | В | Н | П | МЗ | МП | РМ  | О  |
| -- | ---------- | -- | - | - | - | -- | -- | --- | -- |
| 1. | Чехія      | 10 | 7 | 1 | 2 | 19 | 14 | +5  | 22 |
| 2. | Ісландія   | 10 | 6 | 2 | 2 | 17 | 6  | +11 | 20 |
| 3. | Туреччина  | 10 | 5 | 3 | 2 | 14 | 9  | +5  | 18 |
| 4. | Нідерланди | 10 | 4 | 1 | 5 | 17 | 14 | +3  | 13 |
| 5. | Казахстан  | 10 | 1 | 2 | 7 | 7  | 18 | −11 | 5  |
| 6. | Латвія     | 10 | 0 | 5 | 5 | 6  | 19 | −13 | 5  |

## Матчі
| 9 вересня 2014 18:00 (22:00 UTC+6) |

| Казахстан | 0 – 0           | Латвія |
| --------- | --------------- | ------ |
|           | Протокол(англ.) |        |

| Астана Арена, Астана Глядачів: 10 200 Арбітр: Іван Кружляк (Словаччина) |

| 9 вересня 2014 20:45 (20:45 UTC+2) |

| Чехія                   | 2 – 1           | Нідерланди  |
| ----------------------- | --------------- | ----------- |
| Дочкал 22' Піларж 90+1' | Протокол(англ.) | де Врей 55' |

| Дженералі Арена, Прага Глядачів: 17 946 Арбітр: Джанлука Роккі (Італія) |

| 9 вересня 2014 20:45 (18:45 UTC±0) |

| Ісландія                                        | 3 – 0           | Туреччина |
| ----------------------------------------------- | --------------- | --------- |
| Бедварссон 19' Г. Сігурдссон 76' Сігторссон 77' | Протокол(англ.) |           |

| Лаугардалсвеллюр, Рейк'явік Глядачів: 8 811 Арбітр: Іван Бебек (Хорватія) |

| 10 жовтня 2014 20:45 (21:45 UTC+3) |

| Латвія | 0 – 3           | Ісландія                                     |
| ------ | --------------- | -------------------------------------------- |
|        | Протокол(англ.) | Г. Сігурдссон 66' Гуннарсон 77' Гісласон 90' |

| Сконто стадіон, Рига Глядачів: 6 354 Арбітр: Роберт Шергенхофер (Австрія) |

| 10 жовтня 2014 20:45 (20:45 UTC+2) |

| Нідерланди                                    | 3 – 1           | Казахстан   |
| --------------------------------------------- | --------------- | ----------- |
| Гунтелар 62' Афеллай 82' ван Персі 89' (пен.) | Протокол(англ.) | Абдулін 17' |

| Амстердам-Арена, Амстердам Глядачів: 45 000 Арбітр: Матей Юг (Словенія) |

| 10 жовтня 2014 20:45 (21:45 UTC+3) |

| Туреччина | 1 – 2           | Чехія                |
| --------- | --------------- | -------------------- |
| Булут 8'  | Протокол(англ.) | Сівок 15' Дочкал 58' |

| Шюкрю Сараджоглу, Стамбул Глядачів: 25 000 Арбітр: Йонас Ерікссон (Швеція) |

| 13 жовтня 2014 18:00 (22:00 UTC+6) |

| Казахстан             | 2 – 4           | Чехія                                       |
| --------------------- | --------------- | ------------------------------------------- |
| Логвиненко 84', 90+1' | Протокол(англ.) | Дочкал 13' Лафата 44' Крейчий 56' Нецид 88' |

| Астана Арена, Астана Глядачів: 24 000 Арбітр: Маттіас Гестраніус (Фінляндія) |

| 13 жовтня 2014 20:45 (18:45 UTC±0) |

| Ісландія                      | 2 – 0           | Нідерланди |
| ----------------------------- | --------------- | ---------- |
| Г. Сігурдссон 10' (пен.), 42' | Протокол(англ.) |            |

| Лаугардалсвеллюр, Рейк'явік Глядачів: 10 000 Арбітр: Карлос Веласко Карбальйо (Іспанія) |

| 13 жовтня 2014 20:45 (21:45 UTC+3) |

| Латвія            | 1 – 1           | Туреччина |
| ----------------- | --------------- | --------- |
| Сабала 54' (пен.) | Протокол(англ.) | Кіса 47'  |

| Сконто стадіон, Рига Глядачів: 6 432 Арбітр: Боббі Мадден (Шотландія) |

| 16 листопада 2014 18:00 (18:00 UTC+1) |

| Нідерланди                                               | 6 – 0            | Латвія |
| -------------------------------------------------------- | ---------------- | ------ |
| ван Персі 6' Роббен 35', 82' Гунтелар 42', 89' Брума 78' | Протокол (англ.) |        |

| Амстердам-Арена, Амстердам Глядачів: 47 500 Арбітр: Ліран Ліані (Ізраїль) |

| 16 листопада 2014 20:45 (20:45 UTC+1) |

| Чехія                                 | 2 – 1            | Ісландія         |
| ------------------------------------- | ---------------- | ---------------- |
| Кадержабек 45+1' Бйодварссон 61' (аг) | Протокол (англ.) | Р. Сігурдссон 9' |

| Доосан Арена, Пльзень Глядачів: 11 354 Арбітр: Вольфганг Штарк (Німеччина) |

| 16 листопада 2014 20:45 (21:45 UTC+2) |

| Туреччина                      | 3 – 1            | Казахстан         |
| ------------------------------ | ---------------- | ----------------- |
| Їлмаз 26' (пен.), 29' Азіз 83' | Протокол (англ.) | Смаков 87' (пен.) |

| Тюрк Телеком Арена, Стамбул Глядачів: 27 547 Арбітр: Олексій Єськов (Росія) |

| 28 березня 2015 16:00 (21:00 UTC+6) |

| Казахстан | 0 – 3           | Ісландія                              |
| --------- | --------------- | ------------------------------------- |
|           | Протокол(англ.) | Гудйонсен 20' Б. Б'ярнасон 32', 90+1' |

| Астана Арена, Астана Арбітр: Анастасіос Сідіропулос (Греція) |

| 28 березня 2015 18:00 (18:00 UTC+1) |

| Чехія      | 1 – 1           | Латвія           |
| ---------- | --------------- | ---------------- |
| Піларж 90' | Протокол(англ.) | А. Вишняковс 30' |

| Еден Арена, Прага Глядачів: 13 722 Арбітр: Хав'єр Естрада Фернандес (Іспанія) |

| 28 березня 2015 20:45 (20:45 UTC+1) |

| Нідерланди     | 1 – 1           | Туреччина |
| -------------- | --------------- | --------- |
| Гунтелар 90+2' | Протокол(англ.) | Їлмаз 37' |

| Амстердам Арена, Амстердам Арбітр: Фелікс Брих (Німеччина) |

| 12 червня 2015 19:00 |

| Казахстан | 0 – 1           | Туреччина |
| --------- | --------------- | --------- |
|           | Протокол(англ.) | Туран 83' |

| Центральний, Алмати Арбітр: Майкл Олівер (Англія) |

| 12 червня 2015 21:45 |

| Ісландія                      | 2 – 1           | Чехія      |
| ----------------------------- | --------------- | ---------- |
| Гуннарссон 60' Сігторссон 76' | Протокол(англ.) | Дочкал 55' |

| Лаугардалсвеллюр, Рейк'явік Арбітр: Вільям Каллам (Шотландія) |

| 12 червня 2015 21:45 |

| Латвія | 0 – 2           | Нідерланди                |
| ------ | --------------- | ------------------------- |
|        | Протокол(англ.) | Вейналдум 67' Нарсінг 71' |

| Сконто стадіон, Рига Арбітр: Свен Оддвар Моен (Норвегія) |

| 3 вересня 2015 20:45 (20:45 UTC+2) |

| Чехія          | 2 – 1           | Казахстан      |
| -------------- | --------------- | -------------- |
| Шкода 74', 86' | Протокол(англ.) | Логвиненко 21' |

| Доосан Арена, Пльзень Арбітр: Мартін Стрембергссон (Швеція) |

| 3 вересня 2015 20:45 (20:45 UTC+2) |

| Нідерланди | 0 – 1           | Ісландія                 |
| ---------- | --------------- | ------------------------ |
|            | Протокол(англ.) | Г. Сігурдссон 51' (пен.) |

| Амстердам-Арена, Амстердам Арбітр: Милорад Мажич (Сербія) |

| 3 вересня 2015 20:45 (21:45 UTC+3) |

| Туреччина | 1 – 1           | Латвія       |
| --------- | --------------- | ------------ |
| Інан 77'  | Протокол(англ.) | Шабала 90+1' |

| Торку Арена, Конья Арбітр: Стефан Йоганнесон (Швеція) |

| 6 вересня 2015 18:00 (19:00 UTC+3) |

| Латвія     | 1 – 2           | Чехія                      |
| ---------- | --------------- | -------------------------- |
| Зюзінс 73' | Протокол(англ.) | Лімберський 13' Даріда 25' |

| Сконто стадіон, Рига Арбітр: Деніц Айтекін (Німеччина) |

| 6 вересня 2015 18:00 (19:00 UTC+3) |

| Туреччина                      | 3 – 0           | Нідерланди |
| ------------------------------ | --------------- | ---------- |
| Оз'якуп 8' Туран 26' Їлмаз 86' | Протокол(англ.) |            |

| Торку Арена, Конья Глядачів: 41 007 Арбітр: Антоніо Матео Лаос (Іспанія) |

| 6 вересня 2015 20:45 (21:45 UTC+3) |

| Ісландія | 0 – 0           | Казахстан |
| -------- | --------------- | --------- |
|          | Протокол(англ.) |           |

| Лаугардалсвеллюр, Рейк'явік Арбітр: Євген Арановський (Україна) |

| 10 жовтня 2015 18:00 (16:00 UTC±0) |

| Ісландія                     | 2 – 2           | Латвія               |
| ---------------------------- | --------------- | -------------------- |
| Сігторссон 5' Сігурдссон 27' | Протокол(англ.) | Цауня 49' Шабала 68' |

| Лаугардалсвеллюр, Рейк'явік Арбітр: Олексій Єськов (Росія) |

| 10 жовтня 2015 18:00 (22:00 UTC+6) |

| Казахстан  | 1 – 2           | Нідерланди                |
| ---------- | --------------- | ------------------------- |
| Куат 90+6' | Протокол(англ.) | Вейналдум 33' Снейдер 50' |

| Астана Арена, Астана Арбітр: Клеман Тюрпен (Франція) |

| 10 жовтня 2015 20:45 (20:45 UTC+2) |

| Чехія | 0 – 2           | Туреччина                      |
| ----- | --------------- | ------------------------------ |
|       | Протокол(англ.) | Інан 62' (пен.) Чалханоглу 79' |

| Дженералі Арена, Прага Арбітр: Мартін Аткінсон (Англія) |

| 13 жовтня 2015 20:45 (21:45 UTC+3) |

| Латвія | 0 – 1           | Казахстан |
| ------ | --------------- | --------- |
|        | Протокол(англ.) | Куат 65'  |

| Сконто стадіон, Рига Арбітр: Стівен Маклін (Шотландія) |

| 13 жовтня 2015 20:45 (20:45 UTC+2) |

| Нідерланди                 | 2 – 3           | Чехія                                       |
| -------------------------- | --------------- | ------------------------------------------- |
| Гунтелар 70' ван Персі 83' | Протокол(англ.) | Кадержабек 24' Шурал 35' ван Персі 66' (аг) |

| Амстердам-Арена, Амстердам Арбітр: Дамир Скомина (Словенія) |

| 13 жовтня 2015 20:45 (21:45 UTC+3) |

| Туреччина | 1 – 0           | Ісландія |
| --------- | --------------- | -------- |
| Інан 89'  | Протокол(англ.) |          |

| Торку Арена, Конья Арбітр: Джанлука Роккі (Італія) |

## Тур за туром
| Команда / Тур | 01 | 02 | 03 | 04 | 05 | 06 | 07 | 08 | 09 | 10 |
| ------------- | -- | -- | -- | -- | -- | -- | -- | -- | -- | -- |
| Чехія         | 2  | 2  | 2  | 1  | 2  | 2  | 2  | 2  | 2  | 1  |
| Ісландія      | 1  | 1  | 1  | 2  | 1  | 1  | 1  | 1  | 1  | 2  |
| Туреччина     | 6  | 6  | 5  | 4  | 4  | 4  | 4  | 3  | 3  | 3  |
| Нідерланди    | 5  | 3  | 3  | 3  | 3  | 3  | 3  | 4  | 4  | 4  |
| Казахстан     | 4  | 4  | 6  | 6  | 6  | 6  | 6  | 6  | 6  | 5  |
| Латвія        | 3  | 5  | 4  | 5  | 5  | 5  | 5  | 5  | 5  | 6  |

## Найкращі бомбардири
6 голів
- Гілфі Сігурдссон

5 голів
- Клас-Ян Гунтелар

4 голи
- Бурак Їлмаз
- Боржек Дочкал

3 голи
- Колбейнн Сігторссон
- Юрій Логвиненко
- Валерійс Шабала
- Робін ван Персі
- Селчук Інан